# Flo (Vorname)
Flo ist ein weiblicher und männlicher Vorname und ein Kosename von Flora, Florian, Floriane, Florentine und weiteren Vornamen die mit "Flo" beginnen.

## Namensträger

### Weiblich
- Flo Hyman (1954–1986), US-amerikanische Volleyballspielerin

### Männlich
- Flo Rian Bauer (* 1983), deutscher Schauspieler
- Flo Mounier (* 1974), kanadischer Schlagzeuger der Band Cryptopsy
- Flo V. Schwarz, deutscher Sänger, Gitarrist und Musikproduzent
- Flo Sitzmann (* 1976), deutscher Behindertensportler und Buchautor

### Künstlername
- Flo Mega (* 1979; Florian Bosum), deutscher Musiker
- Flo Rida (* 1979; Tramar Dillard), US-amerikanischer Rapper